# Új Zrínyiász
Az Új Zrínyiász Mikszáth Kálmán szatirikus regénye, először 1898 tavaszán jelent meg folytatásokban az Országos Hírlapban.
Ez az író legkülönösebb műve. Alapötlete rokon a Beszterce ostroma című regényével: egy rég letűnt kor szokásait, erkölcsi fölfogását viszi át a későbbi kor viszonyai közé. Különlegessége, hogy ezúttal a magyar történelem egyik legendásan nagy alakját helyezi az abszurd történet középpontjába, harminc évvel a kiegyezés után. „Nem kegyelethiányból teszem Zrínyi iránt” – jegyzi meg rögtön a bevezetésben az író, előre védekezve a várható támadások ellen.

## Történet
|  | Alább a cselekmény részletei következnek! |

Az utolsó ítélet elsietett trombitajelére Zrínyi Miklós, a szigetvári hős társaival együtt föltámad, és lovasan, fegyveresen a 19. század végének Magyarországán találja magát. A feltámadás hírét követő kezdeti hitetlenkedés után a hazafias lelkesedés is gyorsan lelohad, az újságokban egykori hőstetteiket is kétségbe vonják. Közben mulatságos jelenetek sora zajlik, például a föltámadottak Dombóváron megnézik Jókai Mór „Szigetvári vértanúk” című drámájának előadását, később Thaly Kálmán tart nekik kis-előadást a kuruc korról. A régi eszményekkel és fölfogással eltelt Zrínyiék beilleszkedési kísérlete kisebb-nagyobb összeütközésekkel jár. A szigetvári hős még a szerelemben is középkori fogásokkal próbál boldogulni.
Hogy nagyúri hajlamai szerint élhessen, Zrínyit megteszik bankigazgatónak, és amikor a közgyűlésen szembekerül a bank részvényeseivel, szétvereti őket katonáival. Kitör a botrány, Zrínyiéket elfogják, parlamenti csatározások kezdődnek, a kormány tehetetlen. A képtelen helyzetből végül a király talál kiutat: a hőst megteszi a vajdahunyadi vár parancsnokává. A megoldás ugyanolyan abszurd, mint az indítás: az országba betörnek az oroszok, és a vár védelmében Zrínyi csapatával ismét „kirohan”, hősi halált halnak – csakúgy, mint régen Szigetvár alatt.
|  | Itt a vége a cselekmény részletezésének! |

## Jellemzői

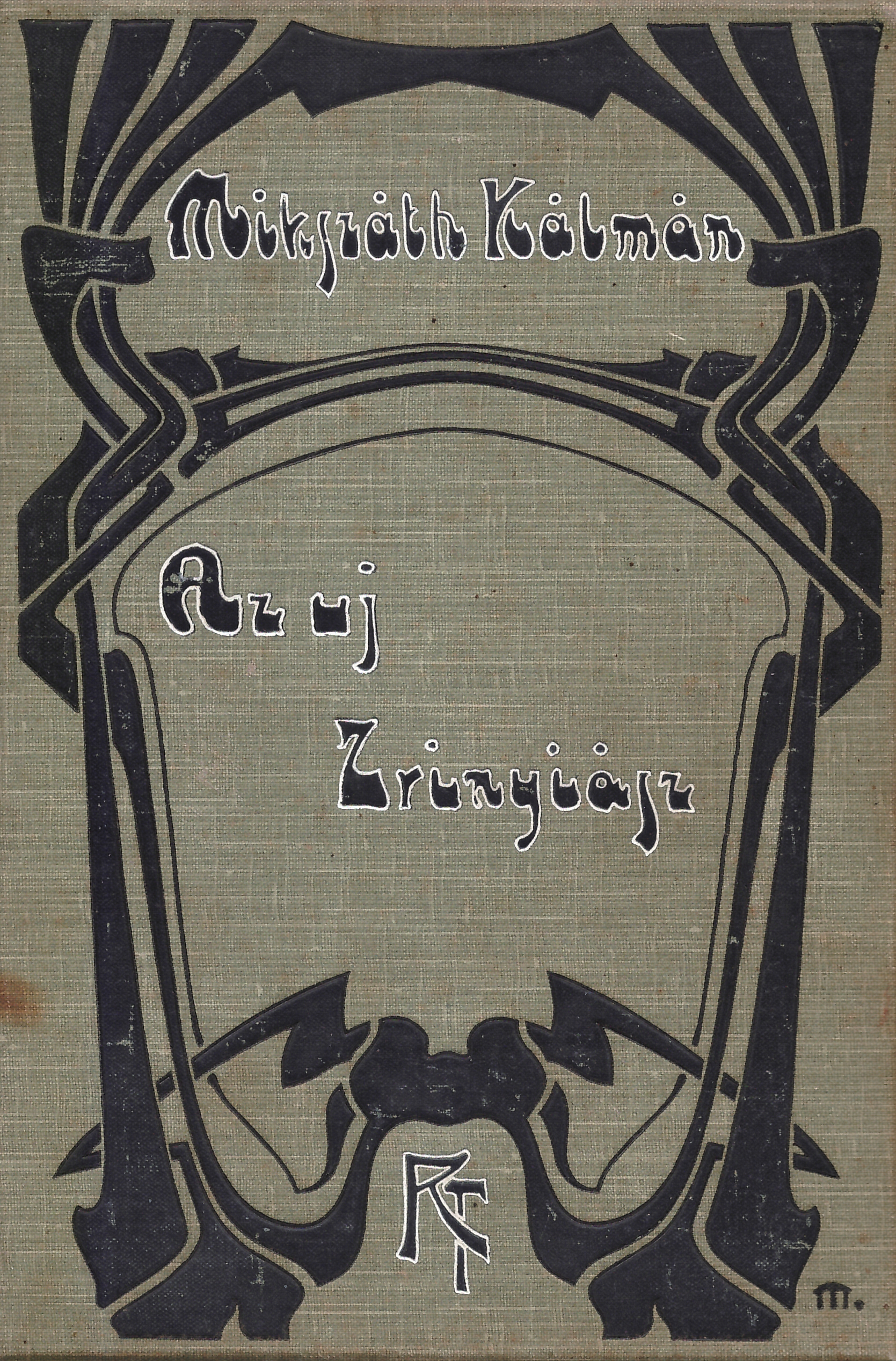
1910-es évekbeli kiadás

Megjelenésekor a regény zajos sikert aratott. Meséje nem gazdag ugyan, csak néhány helyzetből és motívumból áll. Sikerének alapja – Mikszáth írásművészete mellett – maga az alapötlet és a regényen végighúzódó komikum. „A könyv az akkori társadalmi, politikai események és felfogások persziflázsa; különös szemüvegen át, egy régen elmúlt korszak szokásaival szembeállítva” – írta Mikszáth a regényhez fűzött megjegyzéseiben.
A komikum  alapja, hogy az író a 16. és a 19. század nézeteit, szokásait egymás tükrében mutatja meg. Az új életre kelt Zrínyiék is furcsák, nevetségesek, amint ósdi életelveikkel beleütköznek a megváltozott viszonyokba, de a szatíra éle Mikszáth korának társadalmára irányul. Kitűnő korkép, a századvég visszásságainak éles szemű bírálata.
Mikszáth a szatíra torzító lencséjén át látja és láttatja a korabeli valóság politikai, kaszinói, üzleti életét. Fokozza a hatást, hogy a századvég közismert személyiségeit az író saját nevükön szerepelteti (Bánffy Dezső miniszterelnök, Pauler Gyula, Pulszky Ágost, Eötvös Károly stb.). Kipellengérezi a becsület fogalmának sajátos felfogását, a párbajt, a kicsinyes hiúságot és a nagyravágyást, de legnagyobb kedvvel a parlament fogyatékosságait („Valóban Olimposz ez – ahová bevágyik minden halandó, kivált, ha magyar anya szülte. A levegő fülledt ugyan és füstös. De mert az istenek is ezt szívják, tehát úgy kell beszürcsölni, mint illatos ambróziát.”), az üres szócséplést, a tehetetlenséget. Ez a szatíra azonban nem túl éles, inkább csak csipkelődés; nem az erkölcsbíró, hanem a kora valóságát fölényes derűvel tudomásul vevő író hangja, aki nem minden keserűség nélkül nevet együtt az olvasóival.

## Képregény
A Magyar Ifjúság folyóiratban 1977-ben jelent meg a regény képregényváltozata Zórád Ernő rajzaival.